# 福知山市立美河小学校
福知山市立美河小学校（ふくちやましりつ みかわしょうがっこう）は、京都府福知山市河守にあった公立小学校。

## 概要
1974年（昭和50年）に河守小学校、河東小学校、河西小学校が統合し、大江町立美河小学校として開校。福知山市立美鈴小学校、福知山市立有仁小学校と合併し、福知山市立大江小学校として福知山市立大江中学校との小中一貫校に統合したため廃校となった。

## 沿革
- 1974年（昭和50年） - 開校
- 1993年（平成5年） - 給食配膳室改修
- 2000年（平成12年） - トイレ水洗化完了
- 2006年（平成18年） - 大江町の合併により福知山市立美河小学校となる。
- 2021年（令和3年）3月31日 - 閉校。

## 主な進学先
- 福知山市立大江中学校
- 京都府立福知山高等学校附属中学校
- 私立京都共栄学園中学校

## 校区
大江町上野・波美・金屋(小字由里垣を除く)・関・大江町下町・中央・清水・新町・琴原・小谷・小原田・公庄上・日藤・大江町千原・尾藤奥・東部・常津・在田・西部・夏間・夏間グリーンヒル

### 校区内の施設
- 福知山市 大江支所
- 福知山警察署 大江駐在所
- 大江郵便局
- 大江駅
- 大江高校前駅
- 市立福知山市民病院大江分院
- 福知山市立大江中学校

## 交通アクセス
大江駅より徒歩9分